# Економіка Андорри
Згідно з даними на 2004 рік, ВВП Андорри становив 1,84 млрд дол. США, або 24 тис. дол. на душу населення. Реальне зростання ВВП у 2000 році оцінювалось в 3,8 %. В бюджеті країни доходи перевищують видатки (відповідно, 385 і 342 млн дол.). Податки на фінансові організації, опалення та імпорт становлять більшу частину державних доходів. 
Рівень інфляції становив у 2000 році до 4,3 %. Безробіття фактично відсутнє. Грошова одиниця — євро. Андоррський дінер не є платіжним засобом. 

## Туризм
80 % ВВП країни дає туристична галузь. Андорру щорічно відвідують до 9 млн туристів. Влітку їх приваблюють мальовничі гірські ландшафти та пам'ятники Середньовіччя (у країні близько 50 церков XI—XIII ст., історична резиденція Генеральної ради — Будинок долин, побудований 1580 року, та ін). Взимку Андорра приваблює любителів гірськолижного спорту. Однак більшість іноземців приїжджає в Андорру на один день із сусідніх Франції та Іспанії, щоб зробити вигідні покупки, користуючись нижчими цінами. Такі ціни є наслідком того, що в Андоррі відсутні мита на багато товарів. Зниження митних тарифів у державах ЄС дещо зменшило переваги Андорри.
Розвиток туризму привернув в Андорру іноземні інвестиції та сприяв розвитку будівництва і зростання цін на землю. Держава бере мінімальну участь в управлінні економікою, тому приватне підприємництво діє майже не обмежене. Велику роль в економіці відіграє банківський сектор, що користується податковими пільгами.
Андорра є одним з центрів контрабандної торгівлі через Піренеї. Після того, як в XIX столітті сусідні країни ввели державну монополію на торгівлю тютюном, нелегальне переправлення цього продукту в Іспанію та Францію стало найважливішим джерелом доходу для населення. Крім тютюну, контрабандним способом перевозять спиртне, а в останні десятиліття — також побутову електроніку, парфумерію, ювелірні вироби, автомобілі і т. д.

## Промисловість
Є запаси залізних руд, свинцю, гідроенергетичних ресурсів, мінеральної води і лісу. Однак родовища заліза і свинцю слабо освоєні через транспортні проблеми. Велика частина електроенергії імпортується із сусідніх Франції та Іспанії. В деяких місцях добуваються залізні і свинцеві руди, мармур. Країна виготовляє тютюнові, вовняні, і ремісничі вироби, меблі. Всього в промисловості зайнято до 21 % робочих рук (у сфері послуг — 78 %).

## Сільське господарство
Розвиток сільського господарства в Андоррі обмежена тим, що лише 2 % земель придатні для обробки. У цій галузі зайнято менше 1 % населення. Вирощується картопля і тютюн (ним зайняті 20 % сільськогосподарських земель), в невеликій кількості — ячмінь і жито. Більшу частину продуктів харчування доводиться імпортувати. Але в країні традиційно було розвинене тваринництво. Розводять овець (основне джерело вовни), кіз і велику рогату худобу.

## Торгівля
Зовнішня торгівля орієнтована на країни ЄС. Андорра є членом митного союзу ЄС. Торговий обмін промисловими товарами і послугами між Андоррою та європейськими країнами в ЄС не обкладається митними тарифами, на відміну від андоррських сільськогосподарських виробів. Експорт з Андорри (головним чином, тютюн і фурнітура) склав в кінці 1990-х рр. 58 млн дол. 58 % експорту припадало в 2000 році на Іспанію, 34 % — на Францію. Обсяг імпорту досяг, навпаки, 1077 млн доларів. Ввозяться переважно товари масового вжитку, продукти харчування, електроенергія і т. д. 48 % імпорту припадало на Іспанію, 35 % — на Францію.

## Транспорт
В Андоррі немає аеропортів і залізниць. Для обслуговування країни планується будівництво аеропорту в найближчому іспанському місті Сео-де-Урхель. Є лише автомобільний транспорт. Перша дорога, що з'єднує країну з Іспанією, була побудована в 1911 році, а з Францією — в 1933-му. Загальна довжина автодоріг — 269 км, з них 198 км брукованих.